# Municipio de Charlestown (Indiana)
El municipio de Charlestown (en inglés: Charlestown Township) es un municipio ubicado en el condado de Clark en el estado estadounidense de Indiana. En el año 2010 tenía una población de 13450 habitantes y una densidad poblacional de 79,78 personas por km².

## Geografía
El municipio de Charlestown se encuentra ubicado en las coordenadas 38°27′52″N 85°39′6″O / 38.46444, -85.65167. Según la Oficina del Censo de los Estados Unidos, el municipio tiene una superficie total de 168.59 km², de la cual 167.03 km² corresponden a tierra firme y (0.92%) 1.56 km² es agua.

## Demografía
Según el censo de 2010, había 13450 personas residiendo en el municipio de Charlestown. La densidad de población era de 79,78 hab./km². De los 13450 habitantes, el municipio de Charlestown estaba compuesto por el 92.17% blancos, el 2.02% eran afroamericanos, el 0.24% eran amerindios, el 0.42% eran asiáticos, el 0.02% eran isleños del Pacífico, el 3.45% eran de otras razas y el 1.68% pertenecían a dos o más razas. Del total de la población el 5.38% eran hispanos o latinos de cualquier raza.